# Lista över fornlämningar i Gotlands kommun (Bro)
Lista över fornlämningar i Gotlands kommun (Bro) är en förteckning av ett urval av de fornlämningar som finns i Bro i Gotlands kommun.
| Namn                          | Lämningstyp                      | Tillkomsttid | Historisk indelning | Plats | Läge                 | ID-nr          | Bild                                      |
| ----------------------------- | -------------------------------- | ------------ | ------------------- | ----- | -------------------- | -------------- | ----------------------------------------- |
| Bro 1:1                       | Röse                             |              | Bro, Gotland        |       | 57.687372, 18.459117 | 10090200010001 | Ladda upp en till bild av detta fornminne |
| Bro 1:2                       | Stensättning                     |              | Bro, Gotland        |       | 57.687389, 18.458765 | 10090200010002 | Ladda upp en bild av detta fornminne      |
| Bro 1:3                       | Stensättning                     |              | Bro, Gotland        |       | 57.687594, 18.458960 | 10090200010003 | Ladda upp en bild av detta fornminne      |
| Bro 2:1                       | Stensättning                     |              | Bro, Gotland        |       | 57.687194, 18.459526 | 10090200020001 | Ladda upp en till bild av detta fornminne |
| Bro 2:2                       | Stensättning                     |              | Bro, Gotland        |       | 57.686899, 18.459808 | 10090200020002 | Ladda upp en bild av detta fornminne      |
| Bro 3:1                       | Gravfält                         |              | Bro, Gotland        |       | 57.684649, 18.463854 | 10090200030001 | Ladda upp en bild av detta fornminne      |
| Bro 4:1                       | Stensättning                     |              | Bro, Gotland        |       | 57.682379, 18.457019 | 10090200040001 | Ladda upp en bild av detta fornminne      |
| Bro 5:1                       | Röse                             |              | Bro, Gotland        |       | 57.681865, 18.459953 | 10090200050001 | Ladda upp en bild av detta fornminne      |
| Bro 6:1                       | Stensättning                     |              | Bro, Gotland        |       | 57.681482, 18.462051 | 10090200060001 | Ladda upp en bild av detta fornminne      |
| Bro 7:1                       | Röse                             |              | Bro, Gotland        |       | 57.677906, 18.449907 | 10090200070001 | Ladda upp en till bild av detta fornminne |
| Bro 10:1                      | Fornborg                         |              | Bro, Gotland        |       | 57.672103, 18.448711 | 10090200100001 | Ladda upp en till bild av detta fornminne |
| Bro 11:1                      | Röse                             |              | Bro, Gotland        |       | 57.675864, 18.449338 | 10090200110001 | Ladda upp en bild av detta fornminne      |
| Bro 13:1                      | Fornborg                         |              | Bro, Gotland        |       | 57.673568, 18.444808 | 10090200130001 | Ladda upp en till bild av detta fornminne |
| Bro 14:1                      | Gravfält                         |              | Bro, Gotland        |       | 57.668867, 18.438120 | 10090200140001 | Ladda upp en bild av detta fornminne      |
| Bro 15:1                      | Stensättning                     |              | Bro, Gotland        |       | 57.666915, 18.438554 | 10090200150001 | Ladda upp en bild av detta fornminne      |
| Bro 17:1                      | Stensättning                     |              | Bro, Gotland        |       | 57.667062, 18.440767 | 10090200170001 | Ladda upp en bild av detta fornminne      |
| Bro 17:2                      | Stensättning                     |              | Bro, Gotland        |       | 57.666933, 18.440399 | 10090200170002 | Ladda upp en bild av detta fornminne      |
| Bro 19:1                      | Stensättning                     |              | Bro, Gotland        |       | 57.665759, 18.440342 | 10090200190001 | Ladda upp en bild av detta fornminne      |
| Bro 20:1                      | Röse                             |              | Bro, Gotland        |       | 57.666059, 18.443029 | 10090200200001 | Ladda upp en bild av detta fornminne      |
| Bro 20:2                      | Stenkrets                        |              | Bro, Gotland        |       | 57.665897, 18.442929 | 10090200200002 | Ladda upp en bild av detta fornminne      |
| Bro 21:1                      | Röse                             |              | Bro, Gotland        |       | 57.665464, 18.445689 | 10090200210001 | Ladda upp en bild av detta fornminne      |
| Bro 21:2                      | Stensättning                     |              | Bro, Gotland        |       | 57.665228, 18.445968 | 10090200210002 | Ladda upp en bild av detta fornminne      |
| Bro 24:1                      | Bildristning                     |              | Bro, Gotland        |       | 57.401196, 18.282910 | 10090200240001 | Ladda upp en till bild av detta fornminne |
| Bro 24:2                      | Bildristning                     |              | Bro, Gotland        |       | 57.401245, 18.282945 | 10090200240002 | Ladda upp en till bild av detta fornminne |
| Bro 25:1                      | Hällristning                     |              | Bro, Gotland        |       | 57.669790, 18.474778 | 11100000000240 | Ladda upp en till bild av detta fornminne |
| Bro 27:1                      | Hällristning                     |              | Bro, Gotland        |       | 57.667400, 18.473258 | 11100000000241 | Ladda upp en bild av detta fornminne      |
| Bro 27:2                      | Hällristning                     |              | Bro, Gotland        |       | 57.667432, 18.473328 | 11100000000242 | Ladda upp en bild av detta fornminne      |
| Bro 27:3                      | Hällristning                     |              | Bro, Gotland        |       | 57.667501, 18.473297 | 11100000000243 | Ladda upp en bild av detta fornminne      |
| Bro 27:4                      | Hällristning                     |              | Bro, Gotland        |       | 57.667485, 18.473182 | 11100000000244 | Ladda upp en bild av detta fornminne      |
| Bro 29:1                      | Gravfält                         |              | Bro, Gotland        |       | 57.666839, 18.483580 | 10090200290001 | Ladda upp en bild av detta fornminne      |
| Bro 30:1                      | Husgrund, förhistorisk/medeltida |              | Bro, Gotland        |       | 57.664331, 18.499965 | 10090200300001 | Ladda upp en bild av detta fornminne      |
| Bro 31:1                      | Stenkrets                        |              | Bro, Gotland        |       | 57.662269, 18.494407 | 10090200310001 | Ladda upp en bild av detta fornminne      |
| Bro 32:1                      | Fornborg                         |              | Bro, Gotland        |       | 57.665589, 18.498939 | 10090200320001 | Ladda upp en bild av detta fornminne      |
| Bro 34:1                      | Stensättning                     |              | Bro, Gotland        |       | 57.668092, 18.485534 | 10090200340001 | Ladda upp en bild av detta fornminne      |
| Bro 34:2                      | Stensättning                     |              | Bro, Gotland        |       | 57.668195, 18.485992 | 10090200340002 | Ladda upp en bild av detta fornminne      |
| Bro 34:3                      | Stensättning                     |              | Bro, Gotland        |       | 57.667916, 18.485931 | 10090200340003 | Ladda upp en bild av detta fornminne      |
| Bro 34:4                      | Stensättning                     |              | Bro, Gotland        |       | 57.667761, 18.486113 | 10090200340004 | Ladda upp en bild av detta fornminne      |
| Bro Stenkalm (Bro 35:1)       | Röse                             |              | Bro, Gotland        |       | 57.662199, 18.443852 | 10090200350001 | Ladda upp en till bild av detta fornminne |
| Bro 36:1                      | Stensättning                     |              | Bro, Gotland        |       | 57.662113, 18.445417 | 10090200360001 | Ladda upp en till bild av detta fornminne |
| Bro 37:1                      | Stensättning                     |              | Bro, Gotland        |       | 57.661966, 18.446947 | 10090200370001 | Ladda upp en till bild av detta fornminne |
| Bro 37:2                      | Grav markerad av sten/block      |              | Bro, Gotland        |       | 57.661826, 18.446687 | 10090200370002 | Ladda upp en till bild av detta fornminne |
| Bro 38:1                      | Stensättning                     |              | Bro, Gotland        |       | 57.662967, 18.448302 | 10090200380001 | Ladda upp en bild av detta fornminne      |
| Bro 38:2                      | Grav markerad av sten/block      |              | Bro, Gotland        |       | 57.662842, 18.448053 | 10090200380002 | Ladda upp en bild av detta fornminne      |
| Bro 39:1                      | Stensättning                     |              | Bro, Gotland        |       | 57.665693, 18.451414 | 10090200390001 | Ladda upp en bild av detta fornminne      |
| Bro 40:1                      | Husgrund, förhistorisk/medeltida |              | Bro, Gotland        |       | 57.673091, 18.473653 | 10090200400001 | Ladda upp en bild av detta fornminne      |
| Bro 41:1                      | Stensättning                     |              | Bro, Gotland        |       | 57.674987, 18.473702 | 10090200410001 | Ladda upp en bild av detta fornminne      |
| Bro 43:1                      | Husgrund, förhistorisk/medeltida |              | Bro, Gotland        |       | 57.674397, 18.473877 | 10090200430001 | Ladda upp en bild av detta fornminne      |
| Bro 44:1                      | Stensättning                     |              | Bro, Gotland        |       | 57.672926, 18.472624 | 10090200440001 | Ladda upp en bild av detta fornminne      |
| Bro 45:1                      | Gravfält                         |              | Bro, Gotland        |       | 57.673103, 18.470227 | 10090200450001 | Ladda upp en bild av detta fornminne      |
| Bro Stajnkellingar (Bro 46:1) | Bildristning                     |              | Bro, Gotland        |       | 57.678398, 18.496501 | 10090200460001 | Ladda upp en till bild av detta fornminne |
| Bro 46:2                      | Bildristning                     |              | Bro, Gotland        |       | 57.678310, 18.496416 | 10090200460002 | Ladda upp en till bild av detta fornminne |
| Bro 47:1                      | Husgrund, förhistorisk/medeltida |              | Bro, Gotland        |       | 57.684237, 18.509728 | 10090200470001 | Ladda upp en bild av detta fornminne      |
| Bro 47:2                      | Husgrund, förhistorisk/medeltida |              | Bro, Gotland        |       | 57.684659, 18.509255 | 10090200470002 | Ladda upp en bild av detta fornminne      |
| Bro 48:1                      | Bildristning                     |              | Bro, Gotland        |       | 57.657674, 18.471983 | 10090200480001 | Ladda upp en till bild av detta fornminne |
| Bro 48:2                      | Bildristning                     |              | Bro, Gotland        |       | 57.657730, 18.471950 | 10090200480002 | Ladda upp en till bild av detta fornminne |
| Bro 49:1                      | Husgrund, förhistorisk/medeltida |              | Bro, Gotland        |       | 57.657395, 18.474422 | 10090200490001 | Ladda upp en bild av detta fornminne      |
| Bro 50:1                      | Stensättning                     |              | Bro, Gotland        |       | 57.662588, 18.465574 | 10090200500001 | Ladda upp en bild av detta fornminne      |
| Bro 52:1                      | Stensättning                     |              | Bro, Gotland        |       | 57.655050, 18.464333 | 10090200520001 | Ladda upp en bild av detta fornminne      |
| Bro 53:1                      | Stenkrets                        |              | Bro, Gotland        |       | 57.654317, 18.464534 | 10090200530001 | Ladda upp en bild av detta fornminne      |
| Bro 56:1                      | Stensättning                     |              | Bro, Gotland        |       | 57.665128, 18.462828 | 10090200560001 | Ladda upp en bild av detta fornminne      |
| Bro 57:1                      | Stensättning                     |              | Bro, Gotland        |       | 57.665818, 18.458377 | 10090200570001 | Ladda upp en bild av detta fornminne      |
| Bro 59:1                      | Stensättning                     |              | Bro, Gotland        |       | 57.668395, 18.471005 | 10090200590001 | Ladda upp en till bild av detta fornminne |
| Bro 59:2                      | Stensättning                     |              | Bro, Gotland        |       | 57.668238, 18.470975 | 10090200590002 | Ladda upp en till bild av detta fornminne |
| Bro 60:1                      | Gravfält                         |              | Bro, Gotland        |       | 57.668105, 18.468564 | 10090200600001 | Ladda upp en bild av detta fornminne      |
| Bro ojkar (Bro 63:1)          | Grav markerad av sten/block      |              | Bro, Gotland        |       | 57.662882, 18.440480 | 10090200630001 | Ladda upp en till bild av detta fornminne |
| Bro 63:2                      | Grav markerad av sten/block      |              | Bro, Gotland        |       | 57.662903, 18.440361 | 10090200630002 | Ladda upp en till bild av detta fornminne |
| Bro 65:1                      | Stensättning                     |              | Bro, Gotland        |       | 57.662444, 18.441203 | 10090200650001 | Ladda upp en till bild av detta fornminne |
| Bro 66:1                      | Husgrund, förhistorisk/medeltida |              | Bro, Gotland        |       | 57.653514, 18.435191 | 10090200660001 | Ladda upp en bild av detta fornminne      |
| Bro 66:2                      | Husgrund, förhistorisk/medeltida |              | Bro, Gotland        |       | 57.653117, 18.435646 | 10090200660002 | Ladda upp en bild av detta fornminne      |
| Bro 67:1                      | Gravfält                         |              | Bro, Gotland        |       | 57.663360, 18.441492 | 10090200670001 | Ladda upp en till bild av detta fornminne |
| Bro 70:1                      | Gravfält                         |              | Bro, Gotland        |       | 57.664302, 18.441285 | 10090200700001 | Ladda upp en till bild av detta fornminne |
| Bro 71:1                      | Röse                             |              | Bro, Gotland        |       | 57.664374, 18.440423 | 10090200710001 | Ladda upp en till bild av detta fornminne |
| Bro 72:1                      | Stenkrets                        |              | Bro, Gotland        |       | 57.664684, 18.440707 | 10090200720001 | Ladda upp en till bild av detta fornminne |
| Bro 72:2                      | Stensättning                     |              | Bro, Gotland        |       | 57.664934, 18.441305 | 10090200720002 | Ladda upp en till bild av detta fornminne |
| Bro 74:1                      | Stenkrets                        |              | Bro, Gotland        |       | 57.663067, 18.460829 | 10090200740001 | Ladda upp en bild av detta fornminne      |
| Bro 74:2                      | Stenkrets                        |              | Bro, Gotland        |       | 57.663156, 18.460693 | 10090200740002 | Ladda upp en bild av detta fornminne      |
| Bro 79:1                      | Stensättning                     |              | Bro, Gotland        |       | 57.663703, 18.466614 | 10090200790001 | Ladda upp en bild av detta fornminne      |
| Bro 79:2                      | Hällristning                     |              | Bro, Gotland        |       | 57.663730, 18.466877 | 11100000000317 | Ladda upp en bild av detta fornminne      |
| Bro 84:1                      | Stensättning                     |              | Bro, Gotland        |       | 57.696043, 18.469225 | 10090200840001 | Ladda upp en bild av detta fornminne      |
| Bro 84:2                      | Stensättning                     |              | Bro, Gotland        |       | 57.696134, 18.469387 | 10090200840002 | Ladda upp en bild av detta fornminne      |
| Bro 90:1                      | Stensättning                     |              | Bro, Gotland        |       | 57.656887, 18.445992 | 10090200900001 | Ladda upp en bild av detta fornminne      |
| Bro 91:1                      | Stensättning                     |              | Bro, Gotland        |       | 57.659611, 18.445123 | 10090200910001 | Ladda upp en bild av detta fornminne      |
| Bro 91:2                      | Stensättning                     |              | Bro, Gotland        |       | 57.660095, 18.445131 | 10090200910002 | Ladda upp en bild av detta fornminne      |
| Bro 92:1                      | Stensättning                     |              | Bro, Gotland        |       | 57.660764, 18.452804 | 10090200920001 | Ladda upp en bild av detta fornminne      |
| Bro 97:1                      | Hällristning                     |              | Bro, Gotland        |       | 57.668283, 18.474635 | 11100000000318 | Ladda upp en bild av detta fornminne      |
| Bro 100:1                     | Husgrund, förhistorisk/medeltida |              | Bro, Gotland        |       | 57.654329, 18.437951 | 10090201000001 | Ladda upp en bild av detta fornminne      |
| Bro 100:2                     | Husgrund, förhistorisk/medeltida |              | Bro, Gotland        |       | 57.654420, 18.437475 | 10090201000002 | Ladda upp en bild av detta fornminne      |
| Bro 103:1                     | Stensättning                     |              | Bro, Gotland        |       | 57.662860, 18.496032 | 10090201030001 | Ladda upp en bild av detta fornminne      |
| Bro 105:1                     | Hällristning                     |              | Bro, Gotland        |       | 57.682898, 18.502959 | 11100000000319 | Ladda upp en bild av detta fornminne      |
| Bro 108:1                     | Stensättning                     |              | Bro, Gotland        |       | 57.651643, 18.433660 | 10090201080001 | Ladda upp en bild av detta fornminne      |
| Bro 109:1                     | Stensättning                     |              | Bro, Gotland        |       | 57.659015, 18.444679 | 10090201090001 | Ladda upp en bild av detta fornminne      |
| Bro 110:1                     | Stensättning                     |              | Bro, Gotland        |       | 57.657102, 18.442228 | 10090201100001 | Ladda upp en bild av detta fornminne      |
| Bro 111:1                     | Stensättning                     |              | Bro, Gotland        |       | 57.663385, 18.438350 | 10090201110001 | Ladda upp en bild av detta fornminne      |
| Bro 111:2                     | Stensättning                     |              | Bro, Gotland        |       | 57.663284, 18.437878 | 10090201110002 | Ladda upp en bild av detta fornminne      |
| Bro 112:1                     | Husgrund, förhistorisk/medeltida |              | Bro, Gotland        |       | 57.673373, 18.498351 | 10090201120001 | Ladda upp en bild av detta fornminne      |
| Bro 113:1                     | Husgrund, förhistorisk/medeltida |              | Bro, Gotland        |       | 57.675109, 18.499596 | 10090201130001 | Ladda upp en bild av detta fornminne      |
| Bro 128:1                     | Stensättning                     |              | Bro, Gotland        |       | 57.669938, 18.462452 | 10090201280001 | Ladda upp en bild av detta fornminne      |
| Bro 129:1                     | Stensättning                     |              | Bro, Gotland        |       | 57.672662, 18.467228 | 10090201290001 | Ladda upp en bild av detta fornminne      |
| Bro 133:1                     | Hällristning                     |              | Bro, Gotland        |       | 57.671460, 18.481021 | 11100000000320 | Ladda upp en bild av detta fornminne      |
| Bro 133:2                     | Hällristning                     |              | Bro, Gotland        |       | 57.671441, 18.481064 | 11100000000321 | Ladda upp en bild av detta fornminne      |
| Bro 166                       | Grav- och boplatsområde          |              | Bro, Gotland        |       | 57.668590, 18.471202 | 12000000001668 | Ladda upp en bild av detta fornminne      |